# Tales Along This Road
Tales Along This Road – trzeci album fińskiego zespołu Korpiklaani. Został wydany 21 kwietnia 2006 roku przez wytwórnię Napalm Records.

## Lista utworów
1. "Happy Little Boozer" – 3:35
2. "Väkirauta" – 3:44
3. "Midsummer Night" – 3:27
4. "Tuli Kokko" – 5:25
5. "Spring Dance" – 3:05
6. "Under the Sun" – 4:12
7. "Korpiklaani" – 4:39
8. "Rise" – 5:20
9. "Kirki" – 4:23
10. "Hide Your Riches" – 4:39
11. "Free Like an Eagle – 3:26

## Twórcy
- Jonne Järvelä - wokal prowadzący, gitara akustyczna, gitara elektryczna, mandolina
- Jaakko "Hittavainen" Lemmetty - skrzypce, skrzypce elektryczne, jouhikko, tin whistle, flet, torupill (estoński odpowiednik dud), mandolina, harmonijka ustna
- Juho Kauppinen - akordeon, gitara, wokal
- Jarkko Aaltonen - gitara basowa
- Kalle "Cane" Savijärvi - gitara, wokal
- Matti "Matson" Johansson - perkusja, wokal

Gościnnie
- Virva Holtiton - kantele, wokal
- Samuel Dan - wokal